# Coamo (Schiff)
Die Coamo (II) war ein 1926 in Dienst gestelltes Passagierschiff der US-amerikanischen Reederei Porto Rico Line. Sie wurde am 2. Dezember 1942 im Nordatlantik von dem deutschen U-Boot U 604 versenkt, wobei alle 186 Menschen an Bord ums Leben kamen. Es handelte sich dabei um den größten Verlust von Menschenleben an Bord eines Handelsschiffs unter amerikanischer Flagge während des Zweiten Weltkriegs.

## Das Schiff

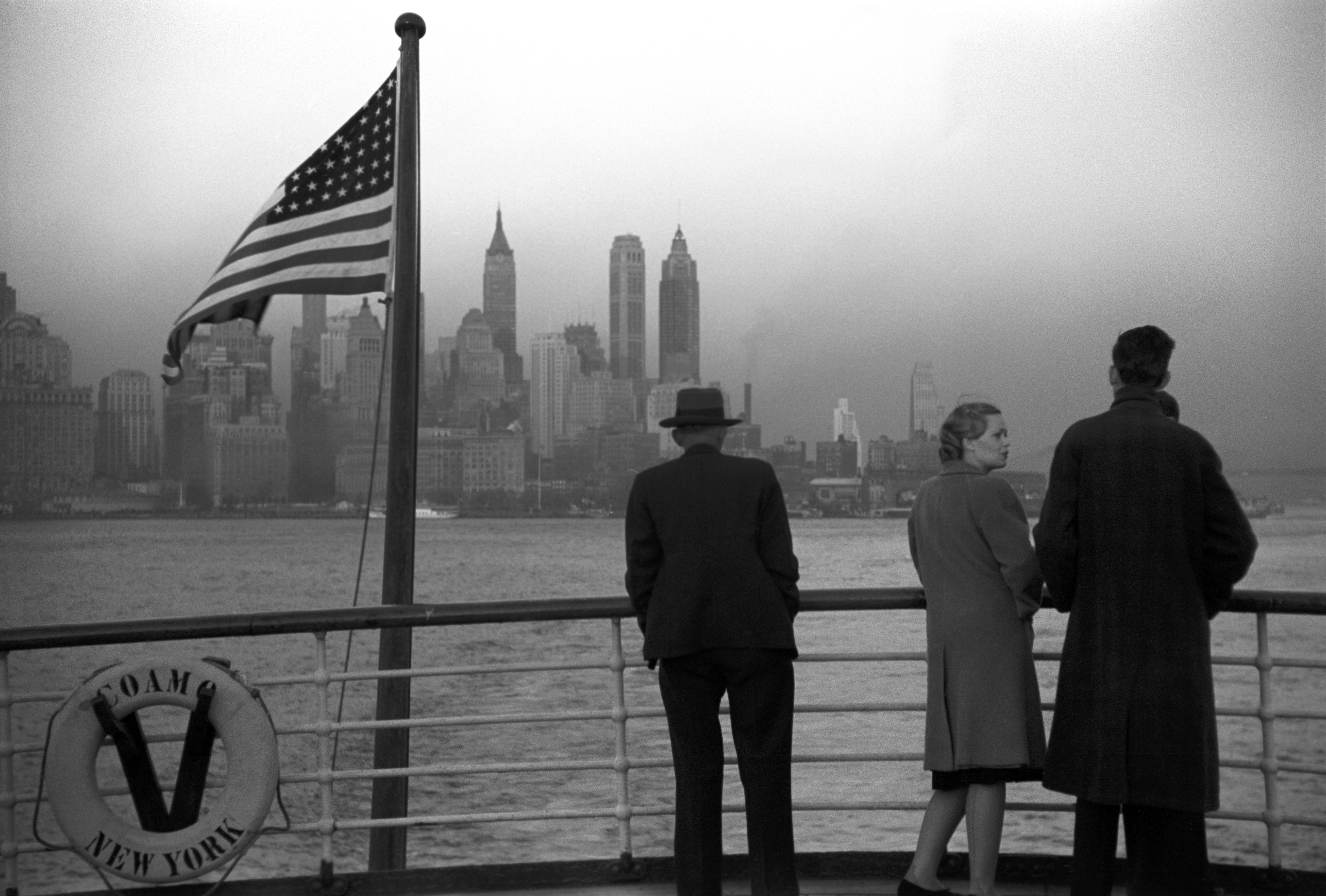
Die Skyline von Manhattan von Bord der Coamo aus betrachtet (Foto von Jack Delano, Dezember 1941).

Das 7.057 BRT große Passagier- und Frachtschiff Coamo entstand auf der Werft Newport News Shipbuilding in Newport News im US-Bundesstaat Virginia und lief dort am 22. Juli 1925 vom Stapel. Das 130,8 Meter lange und 18,1 Meter breite Schiff hatte einen Schornstein, zwei Masten und einen Propeller und wurde von ölbefeuerten Dampfturbinen angetrieben, die das Schiff auf 16,5 Knoten beschleunigten. Die Coamo wurde im Dezember 1925 fertiggestellt und ging im Januar 1926 auf Jungfernfahrt.
Sie war das Schwesterschiff der 1931 fertiggestellten Borinquen (7.114 BRT), mit der sie neue Standards auf der Route von New York nach Puerto Rico und zurück setzte. New York war auch der Heimathafen der beiden Schiffe.
Die Coamo wurde von der Porto Rico Line (eigentlich New York and Porto Rico Steamship Company) betrieben, die dem amerikanischen Schifffahrtskonzern AGWI Lines (Atlantic, Gulf & West Indies Steamship Lines) angehörte. Zur AGWI Lines gehörten außerdem die Reedereien Clyde-Mallory Line und Ward Line (eigentlich New York and Cuba Mail Steamship Company). Die Coamo war das zweite Schiff der Porto Rico Line mit diesem Namen. Die erste Coamo (4.244 BRT) war 1891 als Californian für die Allan Line in Dienst gestellt, 1901 von der Porto Rico Line gekauft und 1925 verschrottet worden.
Im Januar 1942 wurde die Coamo als Truppentransporter für die US Army gechartert.

## Versenkung

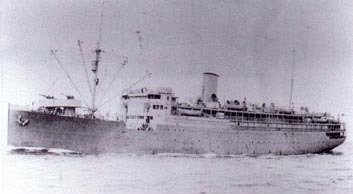
Als USAT Coamo während des Zweiten Weltkriegs (undatiert).

Am Donnerstag, dem 26. November 1942 legte die Coamo unter dem Kommando des 54-jährigen Kapitäns Nels Helgesen, des Commodore der Porto Rico Line, in Gibraltar zu einer weiteren Überfahrt nach New York via Land’s End an der Südspitze Englands ab. Sie fuhr als Teil des Konvois MKF-3. Es waren elf Offiziere, 122 weitere Besatzungsmitglieder, 37 Artilleristen und 16 Angehörige der US Army als Passagiere an Bord. Der Dampfer war zu seiner Verteidigung mit einer 4-Zoll-Kanone, zwei 3-Zoll-Kanonen und sechs 22-mm-Kanonen ausgerüstet.
Am 1. Dezember 1942 setzte sich die Coamo etwa 150 Meilen westlich von Irland auf Anordnung der britischen Admiralität vom Konvoi ab und setzte die Fahrt allein fort. Am Abend des darauffolgenden Tages wurde das westwärts fahrende Schiff von U 604, einem deutschen U-Boot des Typs VIIC unter Kapitänleutnant Horst Höltring gesichtet. Um 20.18 Uhr am 2. Dezember 1942 schoss U 604 aus weniger als 800 Metern Entfernung einen Torpedo auf das mit 17,5 Knoten fahrende Schiff ab.
Der Torpedo schlug unterhalb der Kommandobrücke ein. Die Coamo sank innerhalb von fünf Minuten (Position 49.00N/24.00W). Keiner der 186 Menschen an Bord überlebte den Untergang. Von Bord des U-Boots aus konnte man zwar sehen, wie einige Männer das sinkende Schiff auf Flößen verließen, aber diese kamen wahrscheinlich in dem Sturm um, der am Tag nach der Versenkung in dem Gebiet einsetzte und drei Tage lang anhielt.
Das Wrack der Coamo ist bis heute (2024) unentdeckt.